# Славянски съюз (партия)
Славянски съюз (на полски: Związek Słowiański) e панславистка земеделска политическа партия в Полша, основана на 3 август 2006 година (образувана от асоциация със същото име, създадена на 6 юли 2004 година), оглавявана от Владимир Ринковски.

## Избори
Партията взима участие на местните избори през 2006 година в Олшево-Борки и Вроцлав. Във Вроцлав получава 0,08 % (21 гласа), а в Олшево-Борки 9,13 % (68 гласа). След това партията участва на парламентарните избори през 2007 година, на не получава мандат.
През 2010 година партията номинира за кандидат-президент Кристофър Мазурсков, които събира 100 000 подписа, но не получава регистрация за президентските избори.
На местните избори през 2010 година издига кандидати в Мазовското войводство, получава 0,31 % (5707 гласа).